# عين النسر (حمص)
عين النسر بلدة ومركز ناحية إدارية في محافظة حمص منذ عام 1951. تقع إلى الشمال الشرقي من مدينة حمص في سوريا على بعد 25 كم من طريق حمص - المخرم في منطقة تدعى وادي الميداني أو وادي بني خالد. استقر بها سكّانها من الشركس بدءاً من عام 1877 بطلب ودعوة من السلطان عبد الحميد الثاني بعد تهجيرهم قسراً من وطنهم الأصلي القوقاز من قبل القوات القيصرية الروسية المحتلة بعد كسر شوكة المقاومة الشركسية التي كانت حجر عثرة أمام الأطماع القيصرية والحروب المستمرة على مدى قرن من الزمان ليكونوا خط دفاع أولي عن مدينة حمص ضد غزوات البدو وخاصة قبيلة بني خالد المعادين للحكومة العثمانية في ذلك الوقت. ويذكر انو ساكن البلدة هم من اغلبيه من ريف ادلب

## المساكن في عين النسر
أبدع السكان بمزيج من فنّهم المعماري الراقي السوري والذي تعلموه في مناطقهم الأصلية في القفقاس الشمالي (جبال القوقاز) إلى موطنهم الجديد حيث قاموا ببناء البيوت الطينية والحجرية مربعة الشكل ذات الأسطح القرميدية قرمزية اللون كألوان تربة القفقاس الجميلة. والبيت الشركسي نظيف ومرتب دائماً ويتألف عادة من غرفة معيشة (فيها عتبة وعلية ومراتب خشبية وفتحات وأرفف كبيرة في الحائط للفرش والأمتعة المختلفة والموقد أو الوجقه وصندوق الملابس أو البخانتة) والمطبخ (فيها النملية والخابية أو القوشان وطاولة الطعام ثلاثية الأرجل والموقد) وغرفة النوم وغرفة الضيوف. الغرف كلها ذو جدران سميكة ونوافذ صغيرة وتوجد كذلك حظيرة المواشي وغرفة المونة وغرفة العلف والتبن وقن الدجاج والتنور (حكوه) وبئر الماء والطرنبة والبيت عادة محاط بسور عالي من اللبن أو الطين المشوي وله باب كبير للمواشي وآخر صغير للأفراد وكان حوش الدار يزرع بالورود والخضار والأشجار المثمرة.
تشتهر عيد النسر بمسجدها الجميل الذي بُني عام 1317 هجرية والذي يتميز بتصميمه الهندسي الجميل وكذلك تميزه بمئذنته البديعة مربعة الشكل وذات الحجارة السوداء والبيضاء المتناوبة كرقعة الشطرنج. الشراكسة يعتزون دائماً بأصلهم النبيل وبديانتهم الإسلامية وهم متمسكون بدينهم ومعتقداتهم بوسطية مذهبية لا مثيل لها.
تميّز أهل عين النسر بالحرف والصناعات اليدوية وكانوا ماهرين فيها: كالأسلحة والسيوف والقامات وعدد الفلاحة والزراعة والحدادة والسجاد الفاخر والعربات الشركسية القديمة ذات العجلات الأربعة والأواني المنزلية والجلديات وتربية الخيول الشركسية الأصيلة المشهورة على نطاق العالم.
وبرع أهلها أيضاً بتربية المواشي كالأبقار والأغنام والماعز وتربية الدواجن كالدجاج والأرانب والبط والإوز والحمام وكذلك الزراعة كالقطن والحبوب (القمح والشعير والذرة) والأشجار المثمرة (الرمان والعنب والتين والزيتون والتفاح والمشمش) والخضار والقصب والبقوليات وكذلك تربية النحل. كانت تتميز القرية بكروم العنب (الختظ) أكثر من 400 خط أو حبل بمساحة إجمالية 700 دونم وكان يوجد ناطور يحرس الكروم ليل نهار وكانت هذه الكروم مصدر القرية من العنب وورق العنب والزبيب والدبس وعصير الحصرم. ودبس عين النسر كان مشهوراً في المنطقة بحلاوته وطعمه الذي يشبه العسل.
اشتهرت عين النسر بكثرة الينابيع والعيون (ومنها جاءت التسمية) وعذوبة مياهها وكان يجري في واديها جدولا يصب في النهاية في نهر العاصي واشتهرت كذلك بطواحين الحبوب المائية التي وصل عددها إلى 12 مطحنة وكانت الآبار في البيوت غزيرة المياه ولا يتعدى عمقها ال 7 أمتار.
حالياً عين النسر بلدة حضارية فيها كل المرافق العامة الضرورية التي تسهل حياة المواطنين وترفع من مستواهم المعاشي: فيها مخفر ومركز ناحية ودائرة نفوس وأحوال شخصية ومدرسة ابتدائية وإعدادية وثانوية وجمعية زراعية وبلدية ومستوصف ومؤسسة تموينية ومؤسسة اتصالات حديثه وحديقة عامة فيها ألعاب الأطفال وملعب كرة قدم والشوارع الرئيسية فيها عريضة ومنارة. سكانها متعلمون وتتميز بنظافتها وترتيبها المدهش وفيها كذلك نادي رياضي يقوم بدعم الأنشطة الرياضية المحلية بالتنسيق مع الاتحاد الرياضي العام في سوريا.
كانت أراضي القرية الزراعية خصبة سابقاً وكانت تزرع فيها كل أصناف الخضار والفواكه والقطن والحبوب بأنواعها ثم ما لبثت أن تحولت خلال العشرين عاما الأخيرة من القرن العشرين إلى أراضي جافة وجدباء قليلة الخصوبة نتيجة شح الأمطار وكذلك جفاف الينابيع والآبار فانتقل معظم سكانها إلى الزراعة البعلية لأشجار الزيتون واللوز.
‌